# Fiestas de La Blanca
Las Fiestas en honor a la Virgen Blanca, se celebran en Vitoria (Álava), España, desde 1884. Tienen su comienzo la víspera, el día 4 de agosto en la Plaza de la Virgen Blanca, situada en el corazón de la ciudad, donde miles de vitorianos y visitantes se reúnen para iniciar las fiestas con la bajada de Celedón.

## Historia
La celebración de festejos en honor a la Virgen Blanca se remonta a tiempos muy lejanos, mucho antes de ser declarada patrona de la ciudad. Hasta 1883 se llevaban a cabo unos actos que, bajo la denominación de «Fiestas de Vitoria», se desarrollaban durante la primera semana de septiembre. A partir de 1884 pasaron a celebrarse en agosto, tras un acuerdo municipal en el que se decidió que las fiestas fueran, ya de forma oficial, en honor de la Virgen Blanca, cuya festividad aparecía en el calendario litúrgico el 5 de agosto. En 1953, la corporación municipal establece el calendario festivo tal y como se conoce hoy en día.

## Actividades
Las fiestas comienzan con la bajada de Celedón, un muñeco que representa a un antiguo aldeano alavés, y que cruza la Plaza a través de un sistema de poleas. Así la bajada, pero luego un miembro de una cuadrilla de blusas, caracterizado como tal cruza la plaza desde una oficina de la Caja Vital (en frente a San Miguel) hasta las escalinatas, odisea escoltada por policías municipales. Más tarde y al llegar a la balconada de la Iglesia de San Miguel se le baila el tradicional aurresku y ya tras hablar se pueden oír los tradicionales y esperados: Gora Gasteiz!, Gora Celedón!... contestando la gente con un Gora! . Los jóvenes piden agua en las calles colindantes a la plaza y últimamente se bañan en céntricas fuentes. Así se inician las Fiestas, que duran del día 4 al 10 de agosto, siendo el día 5 el Día de la Virgen Blanca.
Son protagonistas de estas fiestas las cuadrillas de blusas, agrupaciones de vitorianos y vitorianas que ataviados con los trajes típicos organizan y protagonizan numerosas actividades y llenan de buen humor estos días. Se organizan diferentes espectáculos, conciertos y verbenas para todos los gustos en varios escenarios esparcidos por la ciudad. Orquestas y charangas circulan las veinticuatro horas del día, especialmente por la zona del Casco Viejo, centro neurálgico de la diversión. También se instalan mercadillos y barracas, atracciones de feria, se organizan corridas de toros por las tardes, fuegos artificiales y toros de fuego. Por la mañana hay vaquillas. Para los más tradicionales, el día 4 se realiza la Procesión de los Faroles, instaurada en 1895, en la que se pueden admirar estas joyas únicas, y se puede asistir al Rosario de la Aurora el día 5.
El día 7 se celebra el Celedón Txiki, una recreación de la bajada de Celedón, con los niños como protagonistas, tienen actividades pensadas para ellos durante todas las fiestas. Por su parte, el día 8 de agosto está dedicado al blusa veterano, y las calles se invaden de nostálgicos de la tercera edad ataviados con blusones de cuadrillas de los años 60. Y por último el día 9 de agosto es tradicionalmente llamado día del guarro, en la que las cuadrillas en los pasacalles, desfilaban embadurnados de harina.
También se potencian actividades culturales propias del País Vasco, con campeonatos deportivos de pelota vasca, y conciertos de trikitixa y campeonatos de bertsolaris.
La ciudadanía resulta muy importante en estas fiestas; los vitorianos disfrutan y participan activamente en la celebración, y son buenos anfitriones y guías para aquellos que deseen conocer su ciudad en estos días.
Además de la algarabía festiva son de gran importancia las funciones religiosas que tienen lugar los días 4 (Vísperas, Procesión de los Faroles) y 5 de agosto (Rosario de la Aurora y Misa Pontifical), a las que acuden miles de vitorianos. Es la Cofradía de la Virgen Blanca, bajo los auspicios de la Diócesis de Vitoria, el principal motor de estas celebraciones.